# 波兰岛屿列表
下列為波蘭所屬的島嶼列表：

## 波羅的海

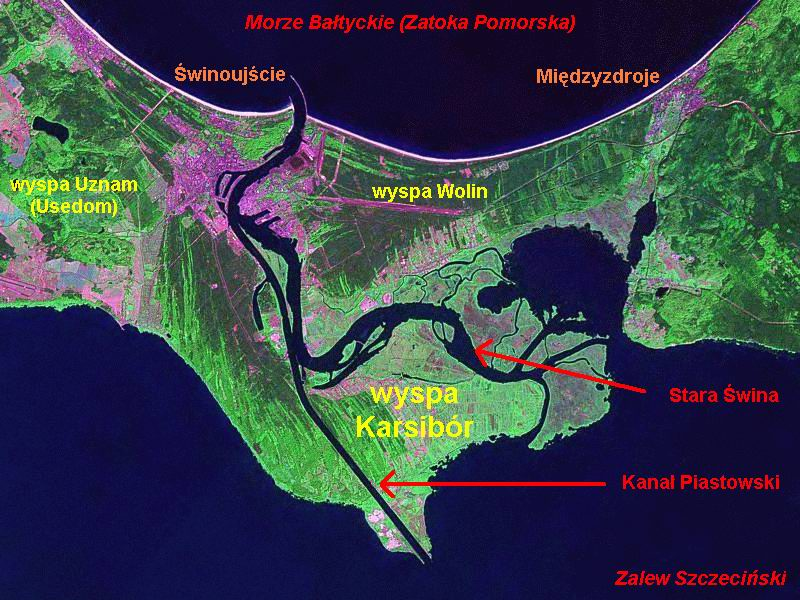
烏瑟多姆運河

下列為位於波羅的海的島嶼：
- 烏瑟多姆島, 53°56′00″N 14°05′00″E / 53.93333°N 14.08333°E
- 沃林島, 53°55′00″N 14°30′00″E / 53.91667°N 14.5°E
- 沃林斯卡·肯帕島, 53°50′31″N 14°37′17″E / 53.84194°N 14.62139°E

## 什切青潟湖
下列為位於什切青潟湖內的島嶼：

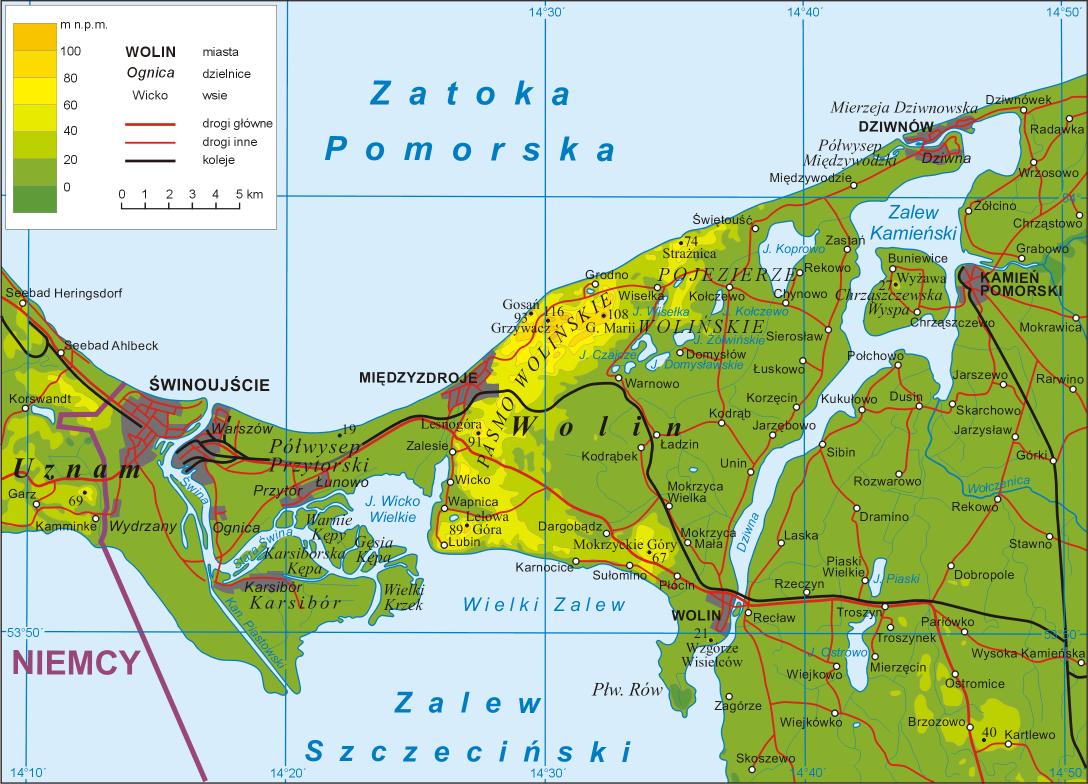
沃林島與卡爾西伯爾島

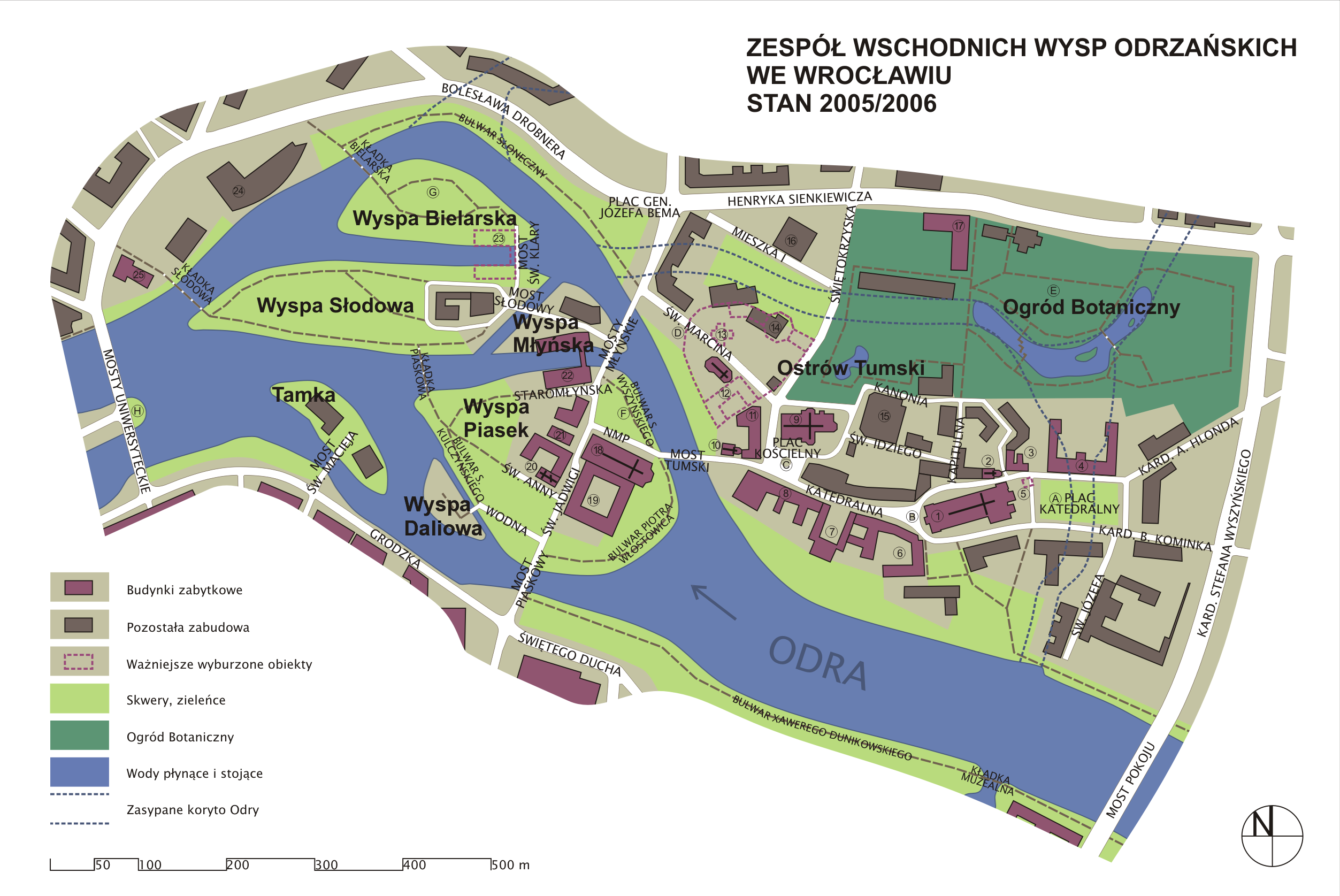
弗羅茨瓦夫群島

- 切爾米內克島,[2] 53°40′28″N 14°31′51″E / 53.67433607365782°N 14.530765472215961°E[4]
- 赫茲切夫斯卡島, 53°58′00″N 14°44′00″E / 53.96667°N 14.73333°E[1]
- 格西婭·肯帕島, 53°51′39″N 14°22′08″E / 53.86083398890447°N 14.368995304434739°E[4]
- 卡爾西伯爾島, 53°50′46″N 14°19′48″E / 53.846°N 14.330°E
- 空斯基斯目格島, 53°53′00″N 14°21′22″E / 53.883358935177604°N 14.356245304402117°E[4]
- 特爾茲奇尼采島
- 瓦爾納·肯帕島, 53°52′05″N 14°21′45″E / 53.86806°N 14.36250°E
- 大布希島, 53°51′04″N 14°24′09″E / 53.85111°N 14.40250°E
- 維索瓦·肯帕島, 53°51′55″N 14°24′03″E / 53.86525962988877°N 14.400703680037564°E[4]
- 維德扎·肯帕島, 53°52′41″N 14°20′32″E / 53.87804936415016°N 14.342126951999944°E[4]

## 奧德河
下列為位於奧德河內的島嶼：
- 弗羅茨瓦夫群島[5]
  - 塔姆卡, 51°06′54″N 17°02′14″E / 51.11492839735311°N 17.037183801431226°E[4]
  - 斯沃多瓦島, 51°06′59″N 17°02′15″E / 51.11625314335751°N 17.037500284235286°E[4]
  - 別拉爾斯卡島, 51°07′02″N 17°02′18″E / 51.1173151671457°N 17.038322397576714°E[4]
  - 米爾島, 51°06′58″N 17°02′25″E / 51.11600055202306°N 17.04040575196848°E[4]
  - 達裡奧瓦島, 51°06′52″N 17°02′19″E / 51.11441780446124°N 17.03850674799124°E[4]
  - 沙島, 51°06′53″N 17°02′26″E / 51.1146°N 17.0406°E

## 維斯圖拉潟湖
以下島嶼位於維斯圖拉潟湖：

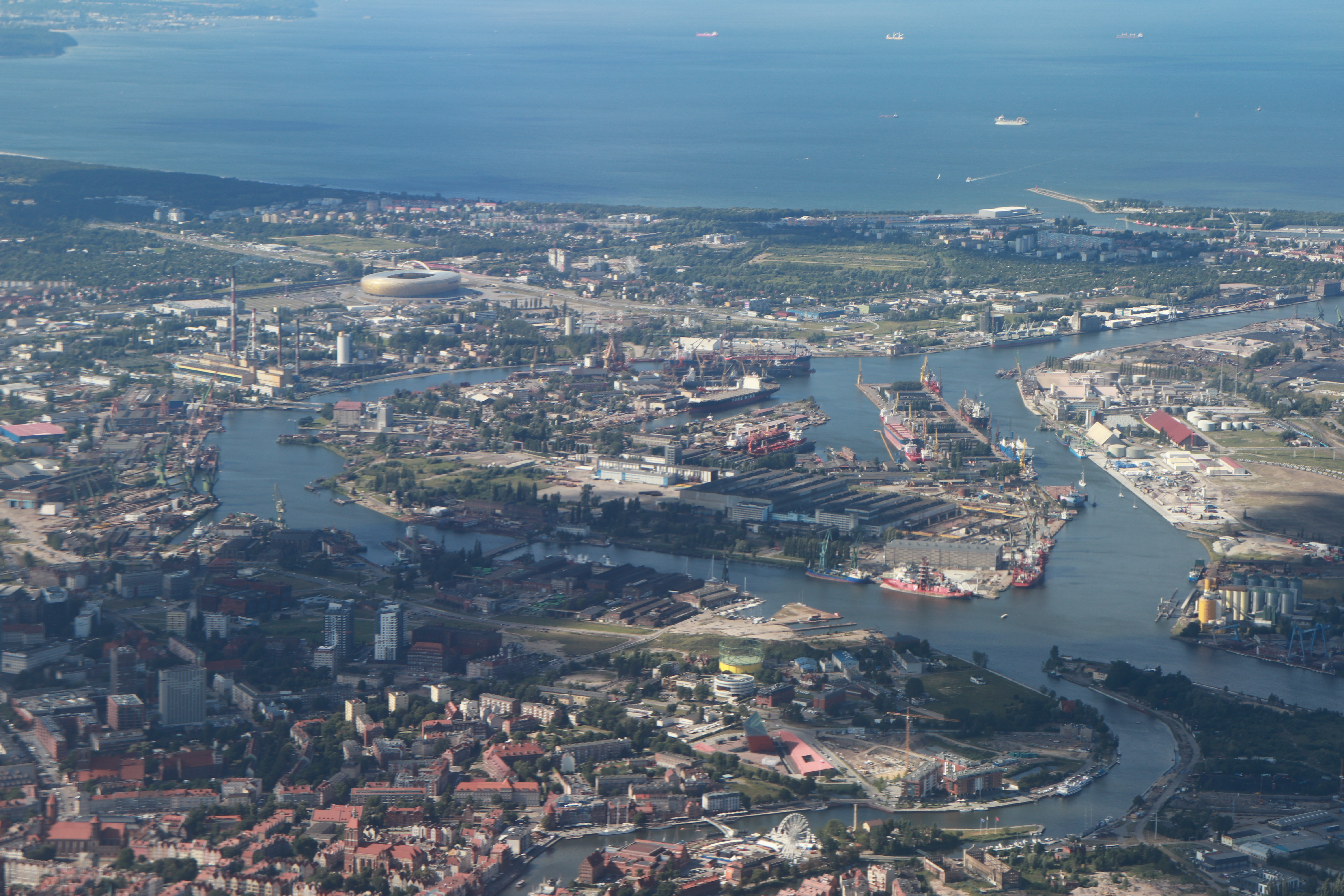
奧斯特魯夫島鳥瞰圖

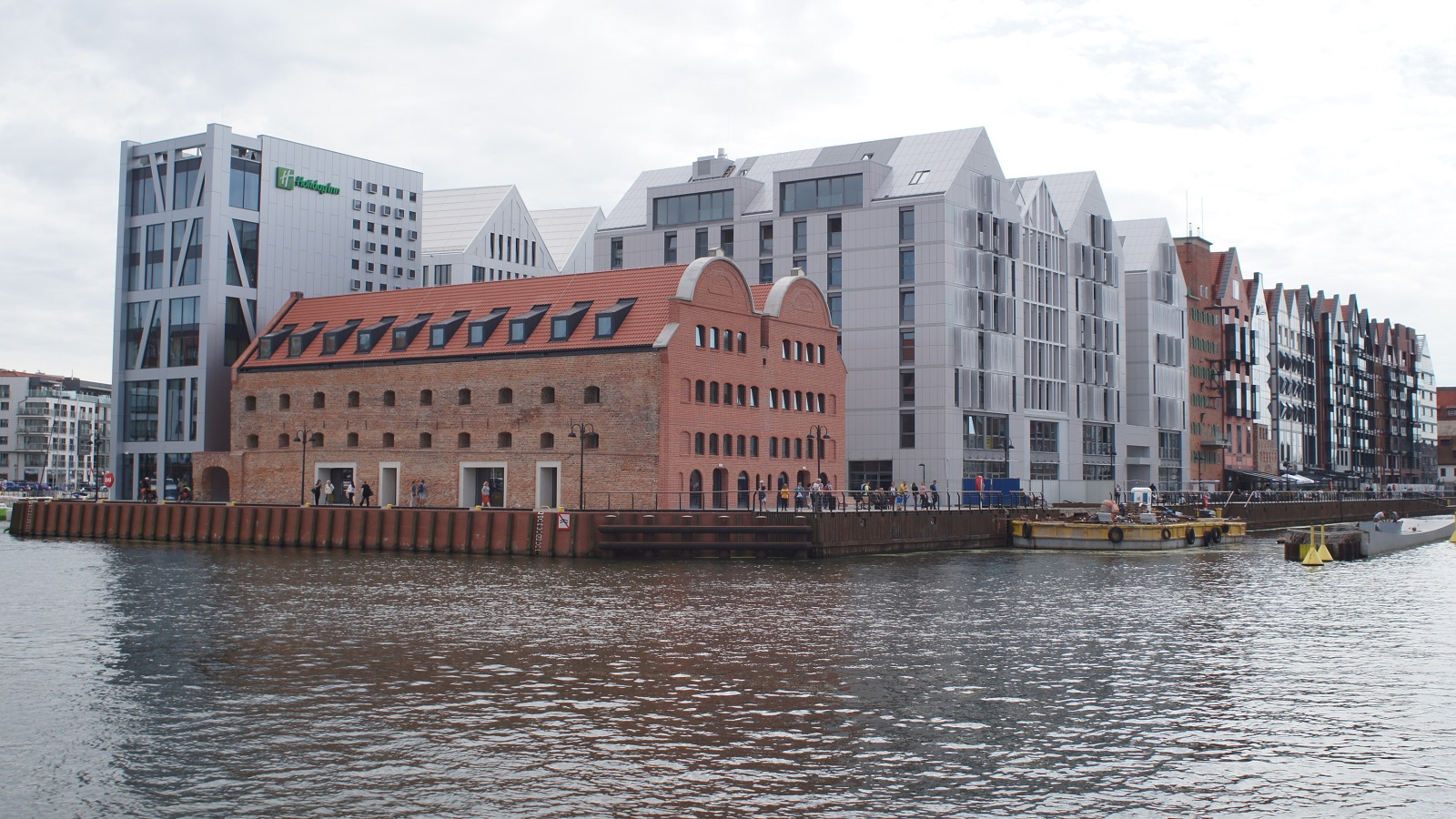
格但斯克的糧倉島

- 埃斯蒂安島（維斯圖拉潟湖的人工島）, 54°21′29″N 19°30′44″E / 54.35807705505686°N 19.512303362270877°E[4]

## 格但斯克灣
以下島嶼位於格但斯克灣：
- 波特島 , 54°22′52″N 18°43′23″E / 54.38111°N 18.72306°E
- 索別謝沃島, 54°20′11″N 18°52′29″E / 54.33639°N 18.87472°E[2]
- 奧斯特魯夫島, 54°22′16″N 18°39′14″E / 54.371°N 18.654°E
- 糧倉島, 54°20′47.32″N 18°39′27.58″E / 54.3464778°N 18.6576611°E
- 糧倉島（埃爾布隆格）, 54°09′30″N 19°23′19″E / 54.158333°N 19.388611°E

## 其他
- 格羅德卡島, 53°26′00″N 14°34′00″E / 53.43333°N 14.56667°E
- 奧斯特魯夫‧梅倫斯基島, 53°25′01″N 14°35′56″E / 53.41707°N 14.59886°E
- 烏帕蒂島, 54°10′29″N 21°40′20″E / 54.17466°N 21.67209°E[1]
- 維爾卡·祖拉瓦島 (於耶焦拉克湖上), 53°36′36″N 19°33′00″E / 53.61000°N 19.55000°E